# باول إل. وليامز
باول إل. وليامز (بالإنجليزية: Paul L. Williams)‏ هو صحفي أمريكي، ولد في 30 سبتمبر 1944.